# New Washington (Pennsylvanie)
New Washington est un borough situé au sud-ouest du comté de Clearfield, en Pennsylvanie, aux États-Unis,. En 2010, il comptait une population de 59 habitants. Il est incorporé le 13 avril 1859.

## Démographie
Lors du recensement de 2010, le borough comptait une population de 59 habitants. Elle est estimée, en 2019, à 55 habitants.

### Source de la traduction
- (en) Cet article est partiellement ou en totalité issu de l’article de Wikipédia en anglais intitulé « New Washington, Pennsylvania » (voir la liste des auteurs).